# Sokilcza
Sokilcza (ukr. Сокільча, hist. pol. Sokolcza, Sokolicze) – wieś na Ukrainie, w  obwodzie żytomierskim, w rejonie żytomierskim, w hromadzie Popilnia. W 2001 liczyła 662 mieszkańców, spośród których 654 wskazało jako ojczysty język ukraiński, 6 rosyjski, a 2 mołdawski.